# Франкская мифология
Золотые цикады или пчёлы с гранатовыми вставками, обнаруженные в гробнице Хильдерика I (ум 482 г.). Они могут символизировать вечную жизнь (цикады) или долговечность (пчёлы Артемиды)
Франкская мифология — это совокупность религиозных взглядов и языческих практик древнего германского племени франков,  включающая в себя также и компоненты греко-римских верований Раннего Средневековья. Хотя обращение короля Хлодвига I в ортодоксально-никейскую веру состоялось около 500 года н.э., общественное сознание франков менялось постепенно, и в Токсандрии язычество в полной мере сохранялось до конца VII века.

## Дохристианские традиции
В отличие, например, от скандинавских народов, от франков не осталось собрания священных текстов или преданий, которые в полном объёме дали бы представление о франкских верованиях, однако принято считать, что в основе религии франков лежат общие представления германского язычества. Это подтверждается, в частности, тем, что величайший эпический герой германского мира Зигфрид - имеет франкское происхождение.  
Для культа характерно размещение алтарей в лесах, на вершинах холмов, вблизи озёр и рек, в священных рощах. Как правило, боги германских племён были связаны со святилищами местного значения, вне которых им не поклонялись и не опасались их гнева. Другие божества были известны шире в разных культурах и племенах, где их именовали по-разному. Согласно Герберту Шульцу, большинство божеств были «мирскими», имеющими определённое обличие отношение к земным объектам, в отличие от незримого христианского бога. 
Общее понимание франкской мифологии можно восстановить по аналогии с мифологией германских народов, с которыми франки были тесно связаны. Франкский пантеон особенно почитал богов плодородия .Например, всемогущего бога Аллфадира (Отца всего) франки почитали в священной роще, где приносили человеческие жертвы. Аллфадиру соответствует германский бог Один, которого древнеримский историк Тацит назвал Меркурием. Супругой Одина была Фрейя. Также франки могли почитать громовержца Донара (Тора) и Зио (Тюра), которого Тацит назвал Марсом, мать-землю Нерту. Германские племена, расселённые на побережье Северного моря, могли также поклоняться Ингви, культ которого сохранялся в правление Хлодвига. Вильгельм Мюллер пишет, что Зигфрид и его жена в нордической системе мифических представлений скорее соотносятся с парой богов Фрейром (Ингви) и Фрейей, тогда как отождествление Зигфрида с Одином или Бальдром "гораздо менее вероятно".   
Вероисповедание Хлодвига до принятия им католичества остаётся спорным.
Зажиточные франки хоронились вместе со своим имуществом и лошадьми. В отличие от прочих германских племён, Меровинги никогда не называли Одина своим прародителем. Традиция, когда телегу тянут быки, появилась при ранних Меровингах. По Салической правде, быки считались священными животными, кража которых сурового наказывалась. В могиле Хильдерика I (умер в 481 н.э) лежала золотая бычья голова искусной работы, что отсылает к некоему важному старинному ритуалу о перерождении.
Культ плодородия проявлялся в жертвоприношениях, свидетельства которых обнаружены в болотах Дренте (Свифтербантская культура) в Нидерландах. Тацит упоминает обряд северных германцев, где фигура богини Нерты едет в телеге, запряжённой коровами. Позже Григорий Турский соотносит франкскую богиню плодородия с римским Сатурном.
Эдуардо Фаббро предположил, что Нерта, богослужение которой связано с озером и человеческими жертвоприношениями, относится к рождению Меровея — первопредка Меровингов, которые назвали свою династию в его честь. Короли Меровингов, разъезжающие по стране, могут быть образной реконструкцией благословенного пути своего божественного предка.

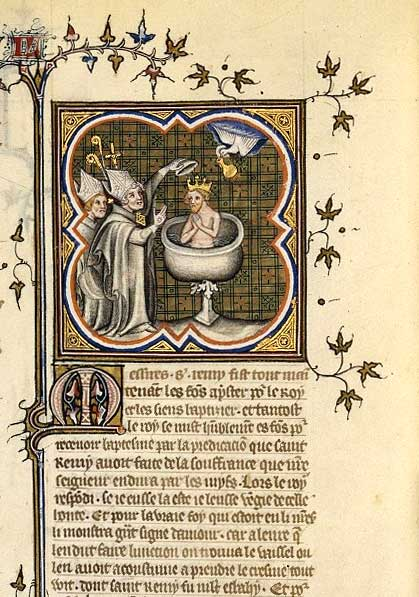
Крещение Хлодвига I. Большие французские хроники, XIV век. Национальная библиотека Франции

Как и мифология северных германцев, франкские представления об истории основаны на римских мифах об Энее и Ромуле. Как и многие германские народы, франки рассказывали историю основания, чтобы объяснить их связь с народами античности. Франки связывали себя с сигамбрами и троянцами. Анонимная работа «Liber Historiae Francorum» («Книга истории франков») 727 года гласит, что после падения Трои 12 000 троянцев во главе с вождями Приамом и Антенором перебрались на реку Танаис (Дон), поселившись в Паннонии у Азовского моря, и основали город под названием «Сигамбрия». Всего за два поколения (Приам и его сын Маркомир) после падения Трои (согласно современным исследователям, поздний бронзовый век), они перебрались в конце IV века н. э. на Рейн. Более ранний вариант этой истории можно прочитать в «Fredegar» (Хроники Фредегара). По версии Фредегара, от имени короля Францио произошло название франков, как в случае с Ромулом, когда его имя перешло на название города Рим.
Эти истории имеют разночтения с историческими фактами. Свидетельства археологии подтверждаются записями очевидцев, включая Цезаря, что Сигамбрия располагалась в дельте Рейна. Кроме того, миф появился не в самой Сигамбрии, а в среде поздних франков (эпохи Каролингов или позже), и потому имеет географические ошибки. Согласно этому и тому, что сигамбры были германским племенем, учёные делают вывод о неисторичности и нераспространённости мифа среди них. Например, Дж. М. Уоллэс-Хэдрилл утверждает, что «эта легенда лишена исторической базы», а Иан Вуд, — что «эти рассказы, очевидно, не более чем легенда» и «нет оснований полагать, что франки мигрировали на дальние расстояния».
Тем не менее, легендарный маршрут движения  франков от Трои совпадает с тем, который показан в "Младшей Эдде". Это соотносится с предположением Хакона Станга о том, что "франки переняли некоторые темы и блеск своих более ранних соперников в этой области", под которыми он понимает готов. 
В римские и меровингские времена было принято составлять панегирики, служащие цели развлечения гостей или пропаганды в угоду правителям. Панегирики сыграли важную роль в сохранении культуры. Панегирики строились по принципу анахронизма и использовали архаичные названия современных вещей. Римлян часто называли «троянцами», а салических франков — «сигамбрами». Историк VI века Григорий Турский пишет, что архиепископ Реймса Ремигий во время католического крещения вождя меровингских франков Хлодвига I нарёк его Сигамбром. Ремигий в момент крещения Хлодвига заявил: «Наклони голову, Сигамбр. Почти сожжённое тобой. Сожги то, что ты почитал!». Вероятно, таким образом проведена связь между сигамбрами и салическими франками, находящимися в подчинении Хлодвига. Другие примеры упоминания салианов под названием сигамбры можно найти в «Латинских панегириках», «Жизни короля Сигизмунда», «Жизни Короля Дагоберта» и других.

## Сакральное царство
В "Книге истории франков" говорится, что после смерти короля Фарамунда "избрали они королем с вьющимися волосами его сына Хлодиона в государстве его отца. С этого времени стали правилом короли с вьющимися волосами" (5). Длинные волосы стали отличительной чертой Меровингов.
Власть и легитимность франкских королей заключались в их «харизме», слагавшейся из их военных и финансовых успехов, которые сами понимались как следствие божественного происхождения. Тем не менее понятие «харизма» не было однозначным.
Хронист Фредегар рассказывает о том, как во время купания на супругу франкского царя Хлодиона напал неизвестный морской зверь, Neptuni Quinotauri similis («зверь Нептуна, который похож на Кентавра»), и овладел ею, после чего она родила легендарного Меровея, основателя династии Меровингов. Эта история полностью соотносится с аналогичными у других народов, в частности, с историей зачатия Вольха Всеславича в русских былинах.
В последующие века мифы о божественности правителей найдут себе место в легендах о Карле Великом (768—814 годы н. э.) как божественно назначенного христианского царя. Он был центральным персонажем в франкской мифологии эпосов, известных как «Материя Франции». Эпосы Карла Великого, особенно первый, известный как Geste du Roi («Деяния короля»), относятся к роли короля в качестве главы христианства. Из Материи Франции возникли некоторые мифологические истории и персонажи, адаптированные в Европе, такие как рыцари Ланселот и Гавейн.

### Основная
- Pseudo-Fredegar. Historia, in Monumenta Germaniae Historica, Scriptores Rerum Merovingicarum, Tomus II. Hannover: 1888.
- Публий Корнелий Тацит. Германия. конец I века н. э.
- Григорий Турский. История франков. VI век.

### Дополнительная
- Daly, William M. «Clovis: How Barbaric, How Pagan?» Speculum, vol. 69, no. 3 (July 1994), pp. 619—664.
- Murray, Archibald Callander, and Goffart, Walter A. After Rome’s Fall: Narrators and Sources of Early Medieval History. Toronto: University of Toronto Press, 1998.
- Nelson, Janet L. «Royal Saints and Early Medieval Kingship.» Studies in Church History, 10 (1973), pp. 39-44. Reprinted in Politics and Ritual in Early Medieval Europe. Janet L. Nelson, ed. London: Hambledon Press, 1986. pp. 69-74. ISBN 0-907628-59-1.
- Prummel, W., and van der Sanden, W. A. B. «Runderhoorns uit de Drentse venen.» Nieuwe Drentse Volksalmanak, 112. 1995. pp. 84-131.
- Prummel, W., and van der Sanden, W. A. B.. «Een oeroshoren uit het Drostendiep bij Dalen.» Nieuwe Drentse Volksalmanak, 119. 2002. pp. 217—221.